# سياسة التأشيرات في أبخازيا

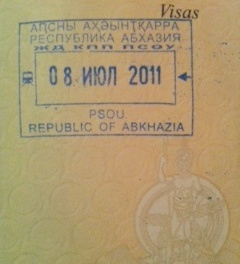
ختم جواز سفر أبخازيا.

يجب على زوار جمهورية أبخازيا الحصول على تصريح دخول ما لم يكونوا مواطنين في إحدى الدول المعفاة من التأشيرة. مع العلم أن أبخازيا دولة معترف بها جزئياً، ومعظم دول العالم تعترف بأنها جزء من أراضي جمهورية جورجيا.
إذا عثر حرس الحدود الجورجيون على تأشيرة أبخازية أو طوابع أبخازية أو ختم نقطة تفتيش روسية على الحدود مع أبخازيا في جواز سفرك عند دخولك إلى جورجيا (عن طريق البر أو الجو أو البحر)، فمن المحتمل جداً أن يتم تغريمك، وغالباً لا يُسمح لك بالدخول البلاد بالإضافة إلى ذلك. وفي بعض الأحيان، بالإضافة إلى الغرامة، تتم محاكمة بعض الأجانب الذين لديهم الطوابع المذكورة أعلاه في جوازات سفرهم أو طوابع من نقطة التفتيش على الحدود الروسية الأبخازية بتهمة عبور الحدود بشكل غير قانوني بموجب القوانين الجورجية، حيث تعتبر جورجيا أبخازيا جزء أصيل من أراضيها. في هذه الحالة، بالإضافة إلى الغرامة والترحيل من جورجيا، قد تواجه السجن أو غرامة أكبر في حالات نادرة.
يمكن لمواطني الدول الثلاثة (الجميع باستثناء المواطنين الجورجيين) عبور الحدود من جورجيا إلى أبخازيا والعكس، حيث توجد مراقبة حدودية في منطقة زوغديدي (نقطة تفتيش إنجور). ومع ذلك، فإن المغادرة من جورجيا إلى أبخازيا تكون حرة دون قيود بحكم الأمر الواقع، حيث أن جورجيا تعتبر أبخازيا جزءاً منها، ومع ذلك، سيكون من الضروري العودة من أبخازيا فقط عبر جورجيا، وإلا فإن الجانب الجورجي سيعتبر أنك غادرت البلاد بشكل غير قانوني.

## الإعفاء من التأشيرة
يجوز لمواطني البلدان التالية والمواطنين المنتمين إلى أعضاء المجتمع من أجل الديمقراطية وحقوق الأمم دخول أبخازيا بدون تأشيرة:
| فترة غير محددة - أوسيتيا الجنوبية ج.س.د 90 يوماً \| - نيكاراغوا - روسيا ج.س.د \| - ترانسنيستريا ج.س.د - توفالو \| \| 30 يوماً - روسيا البيضاء - كازاخستان |                               |  |
| - نيكاراغوا - روسيا ج.س.د | - ترانسنيستريا ج.س.د - توفالو |  |

ج.س.د – يجوز الدخول بجواز سفر داخلي بدلاً من جواز السفر.
المجموعات السياحية
كجزء من المجموعات السياحية المنظمة من شركات السفر المسجلة في أبخازيا أو في روسيا ، السياح من جميع البلدان (باستثناء  جورجيا) يمكن زيارة أبخازيا بدون تأشيرة أبخازية عن طريق البر بشكل رسمي عبر روسيا، ومن الممكن أيضاً الدخول عبر جورجيا بتصريح إلكتروني مجاني، لمدة لا تزيد عن 24 ساعة. ولتمديد الإقامة في أبخازيا، يلزم التمديد مقابل رسوم إضافية؛ أو شرط مغادرة أبخازيا تحت التهديد بالترحيل إلى روسيا وغرامة للتعويض عن تكاليف النقل أثناء الترحيل.

## تصريح دخول
يحتاج مواطنو الدول الأخرى إلى الحصول على تصريح دخول. فيما يلي متطلبات الحصول على تصريح دخول إلى جمهورية أبخازيا:
1. نسخة من جواز السفر (مرسل بالبريد الإلكتروني أو بالفاكس). يرجى التأكد من أن جواز سفرك صالح لمدة 6 أشهر على الأقل بعد دخولك المقرر إلى أبخازيا.
2. التطبيق المكتمل. يجب عليك إكمال جميع أقسام التطبيق. إذا كانت هناك أي معلومات ضرورية مفقودة، فلن يتم النظر في الطلب.
سيتم إرسال خطاب تصريح الدخول لدخول جمهورية أبخازيا إلى عنوان البريد الإلكتروني الذي تم إرسال الطلب منه أو إلى رقم الفاكس المذكور في الطلب. ويمكن طباعة هذه الرسالة وعرضها على الحدود الجورجية الأبخازية.
عند الوصول، يجب على المواطنين الأجانب زيارة القنصلية خلال ثلاثة أيام عمل من أجل الحصول على تأشيرة جمهورية أبخازيا.

## إحصائيات الزوار
تعد جمهورية أبخازيا واحدة من أكثر الدول المعترف بها جزئياً من قبل السياح في العالم. غالبية الأجانب الذين يزورون أبخازيا هم من دول ما بعد الاتحاد السوفيتي. ويزورون أبخازيا لأنها وجهة ميسورة التكلفة للسياحة الشاطئية والجبلية. كما طوّرت الحكومة الأبخازية السياحة في الكهوف والوديان، لاستكشاف المناطق الحضرية في الأشياء المهجورة والمدمرة.
مواطنو الاتحاد الروسي 
| دولة  | 2021        | 2020        | 2019        | 2018        | 2017        | 2016        | 2015        | 2014        | 2013        | 2012        | 2011        | 2010        | 2009        | 2008      |
| ----- | ----------- | ----------- | ----------- | ----------- | ----------- | ----------- | ----------- | ----------- | ----------- | ----------- | ----------- | ----------- | ----------- | --------- |
| روسيا | ▲ 5,177,816 | ▼ 2,824,631 | ▲ 4,902,475 | ▲ 4,520,750 | ▲ 4,357,973 | ▲ 4,274,549 | ▲ 3,833,802 | ▼ 3,285,377 | ▼ 3,359,453 | ▲ 3,367,243 | ▲ 3,072,517 | ▲ 2,804,505 | ▲ 2,503,898 | 1,930,302 |